# Idioma protodravídico
Protodravídico es la reconstrucción lingüística del ancestro común de las lenguas dravídicas. Se cree que se ha diferenciado en Protodravídico septentrional, Protodravídico Central y Protodravídico meridional, aunque la fecha de diversificación todavía se debate.

## Historia
Como protolengua, el protodravídico no está atestiguado en los registros históricos. Su concepción moderna se basa únicamente en la reconstrucción. Se sugiere que el idioma se habló en el cuarto milenio a. C. y comenzó a desintegrarse en varias ramas alrededor del tercer milenio a. C.
El origen y territorio de los hablantes de protodravídico es incierto, pero se han hecho algunas sugerencias basadas en el vocabulario protodravidiano reconstruido. La reconstrucción se ha realizado a partir de palabras afines presentes en las diferentes ramas (Norte, Central y Sur) de la familia de lenguas dravídicas.
Según (Fuller, 2007), el vocabulario botánico del protodravídico es característico de los bosques secos caducifolios de la India central y peninsular. Para los dravidianos del sur, esta región se extiende desde Saurashtra y la India central hasta el sur de la India. Por tanto, representa el área general en la que vivían los dravidianos antes de la separación de ramas.
Según Franklin Southworth (2005), el vocabulario protodravídico es característico de una economía rural basada en la agricultura, la ganadería y la caza. Sin embargo, hay algunos indicios de una sociedad más compleja que la rural:
- Palabras para un piso superior y viga
- Metalurgia
- Comercio
- Pago de cuotas (posiblemente impuestos o contribuciones a ceremonias religiosas)
- Estratificación social

Esta evidencia no es suficiente para determinar con certeza el territorio de los protodravídicos. Estas características pueden adaptarse a múltiples culturas contemporáneas, entre ellas
- Culturas neolíticas-calcolíticas del segundo y tercer milenio a. C. de Elam y Mejergar y la actual Rayastán occidental, Meseta del Decán y otras partes de la península.
- Sitios tempranos de la civilización del valle del Indo en Pakistán y posteriores en el área de Saurashtra (Sorath) del actual Guyarat.
- Asko Parpola identifica a los dravidianos del Proto-Norte con la civilización del valle del Indo (IVC) y el pueblo Meluhha mencionado en los registros Sumerios, y ha sugerido que la palabra "Meluhha" deriva de las palabras dravídicas mel(u)-akam ("país montañoso, morada alta").[7]
- Palabras prestadas identificadas en Sumerio, como las palabras para marfil y sésamo, se consideran derivadas del protodravídico y se extendieron desde IVC a Mesopotamia debido al comercio.[8][9]

## Fonológia

### Vocales
Protodravídico contrasta entre cinco vocales cortas y largas:  *ai y *au se tratan como *ay y *av (o * aw ). *a, *ā, *i, *ī, *u, *ū, *e, *ē, *o, *ō. Las secuencias *ai y *au son tratadas como *ay y *av (or *aw).

### Consonantes
Se ha reconstruido que el protodravídico tiene los siguientes fonemas consonánticos:
|                           | Labiales | Dentales | Alveolares | Retroflejas | Palatales | Velares | Glotales |
| ------------------------- | -------- | -------- | ---------- | ----------- | --------- | ------- | -------- |
| Nasales                   | *m       | *n       | *ṉ (?)     | *ṇ          | *ñ        |         |          |
| Oclusivas                 | *p       | *t       | *ṯ         | *ṭ          | *c        | *k      |          |
| Vocoides no silábicos     | *w       |          |            |             | *y        |         | *H       |
| Vibrantes simples/Róticas |          |          | *r         | *ẓ          |           |         |          |
| Laterales                 |          |          | *l         | *ḷ          |           |         |          |

La oclusiva alveolar *ṯ se convirtió en una vibrante múltiple alveolar /r/ en muchas lenguas hijas. El sonido de oclusiva se conserva en Kota y Toda. Malayalam y Tamil de Sri Lanka todavía conserva el sonido oclusivo original (alveolar) en la geminación (ibid) y después de una nasal. En tamil antiguo tomó la vocal enunciativa "-u" como las otras oclusivas. En otras palabras, *ṯ (o *ṟ) no aparecía como palabra final sin la vocal enunciativa.
Velar nasal *ṅ apareció sólo antes de *k en protodravídico (como en muchas de sus lenguas hijas). Por lo tanto, no se considera un fonema separado en protodravídico. Sin embargo, alcanzó estatus fonémico en idiomas como malayalam, gondi, konda y pengo porque la secuencia original *ṅk se simplificó a *ṅ o *ṅṅ .
La fricativa glotal *h ha sido propuesta por Krishnamurti (2003) para explicar el antiguo tamil Aytam (Āytam) y otros fenómenos fonológicos comparativos dravidianos.
Las lenguas drávidicas del norte, Kurukh, Malto y Brahui, no pueden derivarse fácilmente del sistema fonológico tradicional del protodravídico. (McAlpin, 2003) propone que se separaron de una etapa anterior del protodravídico a la reconstrucción convencional, que se aplicaría sólo a las otras lenguas. Sugiere reconstruir un sistema más rico de consonantes oclusivas dorsales:
| Protodravídico temprano | Protodravídico tardío (Proto-non-dravídico del norte) | Protokurukh-malto | Brahui      |
| ----------------------- | ----------------------------------------------------- | ----------------- | ----------- |
| *c                      | *c                                                    | *c                |             |
| *kʲ                     | *c                                                    | *k                | k           |
| *k                      | *k                                                    | *k                | k           |
| *q                      | *k                                                    | *q                | x k / _i(ː) |

## Otras lecturas
- Andronov, M. (1964). «Lexicostatistic analysis of the chronology of disintegration of proto-Dravidian». Indo-Iranian Journal 7 (2): 170-186. S2CID 161229771. doi:10.1163/000000064791616433.
- Blažek, Václav (2009). «Dravidian numeral». Journal of Language Relationship 1: 69-80.
- Chandrasekaran, Periannan (7 de enero de 2016). «Pleonastic Compounding: An Ancient Dravidian Word Structure». Electronic Journal of Vedic Studies 18 (1): 1-59 Seiten. doi:10.11588/ejvs.2011.1.319.
- Emeneau, M. B. (April 1988). «Proto-Dravidian *c- and Its Developments». Journal of the American Oriental Society 108 (2): 239-268. JSTOR 603651. doi:10.2307/603651.
- Kobayashi, Masato (2021). «Viewing Proto-Dravidian from the Northeast». Journal of the American Oriental Society 140 (2): 467-482. S2CID 226670756. doi:10.7817/jameroriesoci.140.2.0467..
- Kolipakam, Vishnupriya; Jordan, Fiona M.; Dunn, Michael; Greenhill, Simon J.; Bouckaert, Remco; Gray, Russell D.; Verkerk, Annemarie (March 2018). «A Bayesian phylogenetic study of the Dravidian language family». Royal Society Open Science 5 (3): 171504. Bibcode:2018RSOS....571504K. PMC 5882685. PMID 29657761. S2CID 4844024. doi:10.1098/rsos.171504.
- Sankaran, C. R. (1939). «Reconstruction of the Proto-Dravidian Pronouns». Bulletin of the Deccan College Research Institute 1 (1): 96-105. JSTOR 42929233.
- Southworth, Franklin (December 2011). «Rice in Dravidian». Rice 4 (3–4): 142-148. S2CID 12983737. doi:10.1007/s12284-011-9076-9.
- Subramoniam, V. I. (1968). «A Problem in the Reconstruction of the Proto Dravidian Nasal Phonemes». Pratidanam: Indian, Iranian, and Indo-European studies presented to Franciscus Bernardus Jacobus Kuiper on his sixtieth birthday. pp. 344-358. ISBN 9783112415306. doi:10.1515/9783112415306-047.
- Subrahmanyam, P.S. (2006). «Proto-Dravidian Short, High, and Mid Vowels: Mergers in South Dravidian and Telugu-Kuwi». Bulletin of the Deccan College Research Institute. 66/67: 291-303. JSTOR 42931454.
- Wells, Bryan K.; Fuls, Andreas (2015). «Proto-Dravidian and the Indus Script». The Archaeology and Epigraphy of Indus Writing. Archaeopress. pp. 77-99. ISBN 978-1-78491-046-4. JSTOR j.ctvr43jmf.14.